# Novembre 1870

## Événements
- Brésil : ouverture d’un club républicain à Rio de Janeiro. Il publie un manifeste en décembre.
- Création du Yen au Japon.
- Après la victoire militaire du royaume de Prusse, le grand-duché de Bade et le grand-duché de Hesse (15 novembre), le royaume de Bavière (23 novembre) et le royaume de Wurtemberg (25 novembre) adhèrent à la Confédération de l'Allemagne du Nord. Seules Hambourg et Brême conservent leur propre régime tarifaire en dehors du Zollverein.

- 1er novembre, France : proclamation de la Commune à Marseille.

- 1er - 5 novembre, France : rencontre Thiers-Bismarck à Versailles.

- 2 novembre, France : Gambetta organise la levée en masse dans toutes les provinces avec un objectif de 600 000 soldats à lever et à armer.

- 3 au 4 novembre, France : tentative de paix à Versailles, lors de laquelle le chancelier Bismarck menace Adolphe Thiers de négocier avec le « comte de Chambord »[réf. nécessaire], prétendant au trône de France.

- 4 novembre, France : Les Allemands commencent le siège de Belfort, vaillamment défendue par le colonel Denfert-Rochereau qui avait en partie fait construire les fortifications.

- 5 novembre, France : évacuation d'Orléans par les Bavarois.

- 5 au 8 novembre, France : les élections municipales de Paris amènent à une importante avancée des radicaux, partisans des libertés municipales, mais adversaires de l'insurrection.

- 8 novembre, France : l'aviso Bouvet livre combat à la canonnière allemande Meteor (de) dans les eaux internationales au large de Cuba.

- 9 novembre, France : le général Louis Jean Baptiste d’Aurelle de Paladines, commandant la Ire armée de la Loire, bat les Bavarois à la bataille de Coulmiers, ce qui oblige Von der Tann à évacuer Orléans. Dès le 10 novembre, sur ordre de Léon Gambetta, la ville est équipée de batteries et transformée en camp retranché.

- 15 novembre, France : Jules Ferry quitte le gouvernement, devient préfet de la Seine, et est élu le 16 novembre maire de Paris.

- 16 novembre : début du règne d'Amédée de Savoie, roi d’Espagne (fin en 1873).
  - La candidature de Léopold de Hohenzollern-Sigmaringen au trône d’Espagne (3 juillet) est à l’origine de la guerre franco-prussienne. Le prince Amédée d’Aoste, fils du roi d’Italie finit par recevoir la couronne des Cortes, mais Juan Prim est assassiné le jour même de son arrivée en Espagne.

- 22 novembre, France : toujours mal équipée, l'armée bretonne de Conlie, reçoit l'ordre de s'opposer à la poursuite de l'invasion prussienne. Léon Gambetta promet des armes au général Émile de Kératry, mais le lendemain, il interdit la livraison des armes et des munitions, aux 80 000 Bretons par peur d'un réveil chouan.

- 24 novembre, France : reddition de Thionville après trois mois de siège.

- 27 novembre, France : bataille d'Amiens. combats de Villers-Bretonneux, occupation d'Amiens par les prussiens.

- 28 novembre, France :
  - bataille de Beaune-la-Rolande où le prince Frédéric-Charles de Prusse bat le général Louis d'Aurelle de Paladines et la Ire armée de la Loire : 3 000 Français et 800 Prussiens sont tués;
  - le général allemand August Karl von Goeben entre dans Amiens;
  - début de la Bataille de Champigny (jusqu'au 3 décembre) : échec des troupes françaises: 8 000 défenseurs parisiens et 5 000 prussiens sont tués.

## Naissances
- 10 novembre : Harlan Carey Brewster, Premier ministre de Colombie-Britannique
- 25 novembre : Maurice Denis, né à Granville, artiste et écrivain († 1943).
- 30 novembre : Henriette de Belgique, princesse belge devenue par mariage duchesse de Vendôme († 1948).

## Décès
- 12 novembre : Auguste Duméril, zoologiste français (° 1812).
- 24 novembre à 8 heures: Isidore Ducasse, Comte de Lautréamont, écrivain français.
- 28 novembre : Frédéric Bazille, peintre français (° 6 décembre 1841).